# 西淮郡
西淮郡，中国南北朝时设置的郡。
- 南梁天监八年（509年）设置西淮郡，属东徐州。治所在今江苏省淮阴区西南古泗水西。太清三年（549年）被东魏占领，改属东楚州，西淮郡改为淮阳郡。
- 北魏置西淮郡，属南襄州。治所在钟离县（今河南唐河县东南）。西魏改为西淮安郡、洞川郡，北周废。